# Newport (Gloucestershire)
Newport – wieś w Anglii, w hrabstwie Gloucestershire. Leży 25 km na południowy zachód od miasta Gloucester i 161 km na zachód od Londynu.